# Joachim Rathke (Schauspieler)
Joachim Rathke (* 18. Juli 1962 in Kamerun) ist ein österreichischer Schauspieler und Regisseur. 

## Leben
Der Sohn eines evangelischen Pfarrers verbrachte die ersten zehn Jahre seines Lebens in Kamerun, dann zog die Familie nach Österreich, zuerst nach Kärnten, später nach Oberösterreich. 
Seine Ausbildung zum Schauspieler erhielt er am Brucknerkonservatorium Linz. Ab 1983 war er für vier Jahre am Theater 58 in Zürich engagiert, 1986 kehrte er nach Linz zurück. Seit 1990 steht Rathke am Landestheater Linz auf der Bühne. 
Ab 1992 begann er mehr und mehr als Regisseur zu arbeiten, als er das „Theater am Grillparzerhof“ in Kirchberg ob der Donau zu bespielen begann. Später wechselte das erfolgreiche Sommertheater in die Scheune des Stiftes Wilhering und legte sich den Namen theaterSPECTACEL zu. Unter anderem inszenierte er hier den Kaukasischen Kreidekreis von Bertolt Brecht sowie William Shakespeares Perikles. 
Joachim Rathke ist Mitglied des Landeskulturbeirates und arbeitet auch als Dozent an der Linzer Bruckneruniversität.
Rathke ist Vater zweier erwachsener Kinder aus erster Ehe und zweier Kinder aus zweiter Ehe.

## Auszeichnungen
- 1998 Bühnenkunstpreis des Landes Oberösterreich gemeinsam mit Henry Mason für das Sommertheater in einer Scheune des Stiftes Wilhering
- 2012 Kulturmedaille des Landes Oberösterreich[1]